# COX11
COX11 (англ. COX11, cytochrome c oxidase copper chaperone) – білок, який кодується однойменним геном, розташованим у людей на довгому плечі 17-ї хромосоми. Довжина поліпептидного ланцюга білка становить 276 амінокислот, а молекулярна маса — 31 430.
| 10         |  | 20         |  | 30         |  | 40         |  | 50         |
| ---------- |  | ---------- |  | ---------- |  | ---------- |  | ---------- |
| MGGLWRPGWR |  | CVPFCGWRWI |  | HPGSPTRAAE |  | RVEPFLRPEW |  | SGTGGAERGL |
| RWLGTWKRCS |  | LRARHPALQP |  | PRRPKSSNPF |  | TRAQEEERRR |  | QNKTTLTYVA |
| AVAVGMLGAS |  | YAAVPLYRLY |  | CQTTGLGGSA |  | VAGHASDKIE |  | NMVPVKDRII |
| KISFNADVHA |  | SLQWNFRPQQ |  | TEIYVVPGET |  | ALAFYRAKNP |  | TDKPVIGIST |
| YNIVPFEAGQ |  | YFNKIQCFCF |  | EEQRLNPQEE |  | VDMPVFFYID |  | PEFAEDPRMI |
| KVDLITLSYT |  | FFEAKEGHKL |  | PVPGYN     |  |            |  |            |

A: Аланін

C: Цистеїн

D: Аспарагінова кислота

E: Глутамінова кислота

F: Фенілаланін

G: Гліцин

H: Гістидин

I: Ізолейцин

K: Лізин

L: Лейцин

M: Метіонін

N: Аспарагін

P: Пролін

Q: Глутамін

R: Аргінін

S: Серин

T: Треонін

V: Валін

W: Триптофан

Задіяний у такому біологічному процесі, як альтернативний сплайсинг. 
Білок має сайт для зв'язування з іоном міді. 
Локалізований у мембрані, мітохондрії, внутрішній мембрані мітохондрії.